# Chaetodon trifascialis
Chaetodon trifascialis är en fiskart som beskrevs av Jean René Constant Quoy och Joseph Paul Gaimard 1825. Chaetodon trifascialis ingår i släktet Chaetodon och familjen Chaetodontidae. IUCN kategoriserar arten globalt som nära hotad. Inga underarter finns listade i Catalogue of Life.